# Ludlow (série)
Pour les articles homonymes, voir Ludlow (homonymie).
Stratigraphie
Wenlock Pridoli
Le Ludlow est la troisième série géologique du Silurien, dans l'ère paléozoïque. Le Ludlow s'étend de 427,4 ± 0,5 à 423,0 ± 2,3 Ma (millions d'années). Cette série est subdivisée en deux étages géologiques : le Gorstien et le Ludfordien,.

## Nomenclature
La nomenclature des séries et étages du Silurien date de 1985.
Les séries du Silurien sont les seules dans la nomenclature internationale de l'échelle des temps géologiques qui, construites à partir de noms de lieux, n'ont pas de suffixe en « ien ». Par exemple, le Ludlow ne devient pas Ludlowien, même si le terme est parfois utilisé, mais n'est pas accepté par la Commission stratigraphique internationale et l'Union internationale des sciences géologiques (UISG),,.